# Pallacanestro Varese 1953-1954
Nel Campionato 1953-54 i problemi finanziari continuano ad affliggere la squadra, che vede sfumare la possibilità di ingaggiare Achille Canna, che preferirà vestire la maglia della Virtus Bologna. Viene chiamato un giocatore straniero, il greco Tony Flokas, studente a Milano.
La squadra si classifica ottava, con 1216 punti segnati e 1212 subiti. Miglior realizzatore è Mario Alesini con 306 punti.

## Rosa 1953/54
- Mario Alesini
- Giuseppe Bernasconi
- Paolo Checchi
- Tony Flokas
- Giancarlo Gualco
- Sergio Marelli
- Alcide Montagni
- Franco Orrigoni
- Vittorio Tracuzzi
- Virginio Zucchi
- Geo Balmelli
  - Allenatore
- Vittorio Tracuzzi

## Statistiche
| COMPETIZIONE        | GIOCATE | VINTE | PERSE | PAREGGIATE | F    | S    | PIAZZAMENTO |  |
| CAMPIONATO          | 22      | 8     | 13    | 1          | 1216 | 1212 | 8           |  |
| TORNEI E AMICHEVOLI | 9       | 6     | 3     | 0          | 462  | 419  | -           |  |

## Fonti
- "Pallacanestro Varese 50 anni con voi" di Augusto Ossola
- "La Pallacanestro Varese" di Renato Tadini